# Roskow
Roskow è un comune di 1 186 abitanti del Brandeburgo, in Germania.

Appartiene al circondario di Potsdam-Mittelmark ed è parte dell'Amt Beetzsee.

## Storia
Il 1º febbraio 2002 vennero aggregati al comune di Roskow i comuni di Lünow e Weseram.

## Geografia antropica
Il comune di Roskow è suddiviso nelle frazioni (Ortsteil) di Lünow, Roskow e Weseram, e comprende i nuclei abitati (Wohnplatz) di Grabow e Lindenhof.